# Gaumont
«Ґомон» (фр. Gaumont) — французька кіностудія художніх і документальних фільмів заснована 1895 року інженером, винахідником, сподвижником кіно Леоном Гомоном. Вважається однією з найстаріших кіностудій світу.

## Логотип
Символом компанії «L. Gaumont et Cie», її засновник, Леон Гомон вибрав стилізований малюнок квітки королиці (фр. marguerite — марґеріт). Таку назву він дав на пам'ять про свою матір, ім'я якої було Маргарита. Крім того, посередині малюнку (по горизонталі) було вписано надпис «Gaumont» (уже потім, в різні роки, надписи ці мінялися, в залежності від найзви компанії на той час). Самі ж зображення логотипу, з часом, видозмінювалися (в середині XX століття на емблемі було зображено планету, оточену сонячними променями). А починаючи з 70-х років, стилізована квітка знову стала логотипом Gaumont, до того ж, у всіх філіалах компанії (в Англії, США, Німеччині….) завжди використовувалося стилізоване зображення квітки фр. «marguerite».

## Історія кіностудії
Історія більш як сторічної компанії багатогранна: були злети та падіння, нетривалий занепад та відродження. На початку 2000-х років — це глобальна компанія в індустрії кіно (присутня у всіх куточках планети) зі статутним капіталом більш як 180 мільйонів € і річним оборотом в сотню мільйонів € та прибутком в 10 мільйонів €.

### Передісторія
Більш як сторічна кінокомпанія Gaumont завдячує своєму існуванню талановитому французькому інженеру та сподвижнику фотографії і кіномистецтва — Леону Гомону. Будучи блискучим студентом, майбутнім інженером, Леон Гомон був змушений покинути коледж у віці 16 років, оскільки його батько був уже не в змозі продовжувати оплачувати його навчання. Тоді Гомон став підмайстерком на виробництві біноклів, де дуже захопився оптикою, а згодом таки продовжив навчання, але уже у вечірній час. Зацікавлення оптикою, пізнеше переросло в захоплення фотографією (модним тоді явищем), і завдяки своїй природній кмітливості і набутим практичним та інженерним навичкам — Леон здобував прихильність та славу в колі фотомитців і фотомайстрів. Незабаром, його в 1893 році було запрошено до компанії братів Річардсів — Comptoire General de la Photographie. І уже у віці 28 років, настирливий і майстровитий інженер-оптик Леон Гомон став, на початку 1895 року, директором цієї компанії — знаного виробника оптичного та фотографічного устаткування. Та незабаром сталася прикра розмовка між засновниками компанії та її керівництвом й колективом, а так як брати Річардси поодинці не мали достатніх коштів на утримання всього колективу і подальшого розвитку компанії — вони запропонували Леону викупити її. І відомий в паризькому світському та науковому колі Леон Гомон, таки здійснив це — заручившись підтримкою астронома Джозефа Валло (Joseph Vallot), славнозвісного інженера Густава Ейфеля і, безсумнівно, свого друга — фінансиста Альфреда Беснера (Alfred Besnier). Беснер, в липні 1895 року, віднайшов можливість для придбання компанії із її устаткуванням, а отримавши контоль над компанією, Гомон з однодумцями перейменував її в «L. Gaumont et Cie» (дослівно — «Л.Гомон і Компанія»).

### Початки
На своїх початках, компанія була знана як виробник обладнання для фотографування, та різних оптичних приладів (особливо завдяки сприянню в наукових колах та гучних досліджень астронома Джозефа Валло — який послуговувався, безпосередньо, оптичними новинками та облаштунками від інженера Гомона). Будучи відомим в науці, Гомон дуже швидко усвідомив потенціал «Сінематографа» (започаткованого братами Люм'єр в 1895 році), він одразу ж захопився цим явищем і почав працювати над своїми власними кінокамерами. І вже у наступному році компанія вивела на ринок Хронотограф (Chronophotographe), удосконалений апарат, випущений на основі патенту-розробки винахідника Джорджа Демені (Georges Demenÿ). Уже на перших порах свого становлення в бізнесі, Гомон показав, вчергове, свою кмітливість та передбачливість — так, аби збільшити обороти (продажі) свого апарату-новинки в кінеметографії, він заснував ще й паралельний підрозділ в своїй компанії, який займався випуском кіно-матеріалів для показу їх на цих кіно-апаратах (слід зважати, що на ті часи був величезний попит на такі кіно-продукти). А функції керівника виробничих кіно-майстерень стала його секретар Аліс Гі-Бланше (Alice Guy Blaché), яка, з тих пір, і вважається першою жінкою кіно-режисером. Та, все ж таки, до кінця 19-го століття основний інтерес компанії Гомона лежав в технічній площині (виробництво кіноустановок й оптичних приладів), тоді як художній сегмент — був тільки у розвитку.
На зламі 19-20 століть кінокомпанія Гомона стала товариством однодумців — піонерів кінематографу, Леону вдалося зібрати навколо себе прогресивних творців кіно та переманити кількох ключових персон від братів Люм'єр й паризьких фотостудій. А мода на кіно ще більше сприяла розвитку компанії — попит на кіноустановки зростав, дефіцит кінострічок був ще більшим, тому, побудована в 1896–1897 роках, студія та майстерні в Бют-Шомон, стали в пригоді. А коли ж, в 1900 році брати Люм'єр відійшли від виробництва кінострічок — «Gaumont» став одним з монополістів кіноіндустрії на межі століть (американські/нью-йоркські студії були ще в зародковому стані, як і англійські, а головним конкурентом була паризька кіностудія «Pathé»). Та новаторства Леона Гомона на тому не закінчувалися:
- компанія «L. Gaumont et Cie» започатковує свою мережу кінозалів (на орендних чи концесійних умовах)
- почали будувати свої власні великі профільні кінозали — першим з яких був Théâtre Cinématographique in Buttes-Chaumont, відкритий в 1905 році.
- студія Гомон стала однією з перших студій, яка запропонувала «multifilm contracts» (постійнодіючі контракти) для своїх режисерів і акторів (до того це були просто запрошені на одноразові зйомки артисти, режисери театру).
- а уже з 1912 року компанія почала додавати в титри та афіші імена акторів — створюючи їм умови публічності, і так започатковуючи систему формування своїх перших кінозірок (цілком автономних від театрального середовища).

### Епоха Ніколя Сейду
В 1975 році на пост президента компанії прийшов Ніколя Сейду. Цей фінансист при підтримці своєї родини, поступово скупивши акції компанії, розпочав реорганізацію компанії та вивів її зі стагнації. Він значно прискорив розвиток компанії, збільшуючи парк залів і продовжуючи амбітну продюсерську діяльність. Потім його родина продовжувала інвестиції в кіноіндустрію та скупивши акції другого ключового гравця французького кіно — компанії «Pathe». Надалі, родинний бізнес Сейду став управляти цими двома кінокомпаніями, а зали слави «Gamont» та «Pathe» об'єднані в компанії «Europalace». І на кінець 20 століття компанія Леона Гомона стала найбільшим кіногравцем в Франції з річними оборотами в сотню мільйонів доларів. Компанія знову повернула собі реноме новатора кіноіндустрії: впроваджуючи нові методи промоції, співпраці між різними напрямами кіномистецтва, кіно-кооперації (особливо в масштабах європейського кіно), впровадження цифрових технологій та самого цифрового кіноматографу.

## Фільмографія
За всю історію студії було відзнято тисячі різноманітних кінострічок (документальних, ігрових, анімаційних, навчальних, телевізійних). А найвідомішими стали:
| - 1896 — «Вірний Гюстав» - 1896 — «Прохід молочних корів» - 1896 — «Купання в потоці» - 1896 — «Ножна ванна» - 1896 — «Селянин» - 1896 — «Збір буряків» - 1896 — «Пташиний ринок» - 1896 — «Відхід пароплава з Гавра» - 1896 — «Гра в сніжки» - 1897 — «Великі фонтани Версаля» - 1897 — «Сніданок птахів у Віденському курзалі» - 1897 — «Вихід із заводів Панарда і Левасор» - 1897 — «Приїзд президента республіки на кінні перегони» - 1897 — «Заклінательніца змій» - 1899 — «Поганий суп» - 1899 — «Пригоди вугляра» - 1899 — «Бочар» - 1899 — «Молитва моряків» - 1899 — «До чого веде пияцтво» - 1899 — «Добра чарочка абсенту» - 1899 — «Злочин телячої голови» - 1900 — «Сходження на Монблан» - 1904 — «Побачення по оголошенню» → режисер Альфред Коллінс - 1904 — «Вбивця і кюре» - 1904 — «Маленькі шкідники зелених насаджень» → режисер Анрі Галле - 1904 — «Вбивство ліонського кур'єра» → режисер Анрі Галле - 1904 — «Вкрадена циганами» → режисер Анрі Галле - 1905 — «Жахливий дитина» - 1905 — «Сон курця опіуму» → режисер Жассе - 1905 — «Есмеральда» → режисер Жассе, Жорж Ато - 1905 — «Життя Ісуса Христа» → режисер Жассе, Жорж Ато - 1907 — «Блудний син» - 1907 — «Хай живе саботаж!» → режисер Альфред Коллінс - 1907 — «Автомобільна катастрофа» → режисер Луї Фейяд - 1907 — «Намагнічений людина» → режисер Луї Фейяд - 1908 — «Фантасмагорія» → режисер Еміль Коль - 1908 — «Драма Фантоши» → режисер Еміль Коль - 1909 — «Веселі мікроби» → режисер Еміль Коль - 1911 — серія «Життя, як воно є» - 1913 — «Фантомас» → Fantomas - 1914—1915 — «Заручені в 1914 році» - 1914—1915 — «Священний союз» - 1914—1915 — «Той, хто залишається» - 1914—1915 — «Француженки, будьте пильні!» - 1914—1915 — «Смерть на полі честі» - 1914—1915 — «Полковник Бонтан» - 1914—1915 — «Леоне любить бельгійців» - 1914—1915 — «Герой Ізера» - 1914—1915 — «Інший борг» - 1914—1915 — Трофеї зуави - 1915 — «Вампіри» (Les vampires) - 1917 — «Жюдекс» → Judex - 1928 — «Води Нілу» → режисер Марсель Вандаль - 1929 — «Кольє королеви» → Гастон Равель - 1931 — «Трагедія на шахті» → Г. В. Пабст - 1934 — «Аталанта» (L 'Atalante) - 1940 — «Дочка землекопа» → режисер Марсель Паньоль - 1942 — «Газети приносять о п'ятій годині» → режисер Жорж Лакомб - 1944 — «Негідник» → режисер Р. Бійон - 1945 — «Блондинка» → режисер Анрі Має | - 1945 — Клітка для солов'я → режисер Жан Древіль - 1947 — Антуан і Антуанетта → режисер Жак Беккер - 1951 — Кароліна, дорога → режисер Рішар Потьє - 1952 — Нічні красуні → режисер Рене Клер - 1954 — Монах-розстрига → режисер Л. Жоаннон - 1954 — Французький канкан (French Cancan) - 1956 — Засуджений до смерті — втік → режисер Р. Брессон - 1958 — Жива вода → режисер Франсуа Вільє - 1960 — Таксі в Тобрук (Un Taxi pour Tobrouk) - 1960 — Божевільні роки → режисер М. Алесандреско і А. Торран - 1964 — Фантомас (Fantomas) - 1965 — Фантомас розбушувався (Fantomas Se Dechaine) - 1966 — Фантомас проти Скотланд-Ярду (Fantomas Contre Scotland Yard) - 1968 — Заморожений (Hibernatus) - 1968 — Паша (La Pasha) - 1970 — Нещастя Альфреда (Les Malheurs d'Alfred) - 1970 — Розсіяний (Le Distrait) - 1971 — Манія величі (La Folie Des Grandeurs) - 1972 — Високий блондин в чорному черевику (Le Grand Blond Avec Une Chaussure Noir) - 1974 — Повернення високого блондина (Le Retour Du Grand Blond) - 1975 — Чарівна флейта (Trollflöjten) - 1975 — Кузен, кузина (Cousin Cousine) - 1976 — Маркіза фон Про → режисер Ромер) - 1976 — Далі — нікуди (On Aura Tout Vu) - 1977 — Мереживниця → режисер Горетті - 1977 — Ймовірно, диявол → режисер Робер Брессон) - 1980 — Паяц → режисер Лотнер) - 1980 — Прямий репортаж про смерть (La Mort en direct) - 1980 — Укол парасолькою (Le Coup Du Parapluie) - 1980 — Бум (La Boum) - 1981 — Невдахи (La Chèvre) - 1982 — Бум 2 (La Boum 2) - 1982 — Ніч у варенні → режисер Етторе Скола - 1982 — Дантон (Danton) - 1983 — За нашу любов → режисер Моріс Піала - 1983 — Остання битва (Le Dernier Combat) → режисер Люк Бессон - 1984 — Кармен → режисер Франческо Розі - 1984 — І корабель пливе… (E la Nave Va) - 1984 — Підземка (Subway) → режисер Люк Бессон - 1985 — Вітаю тебе, Марія (Je vous salue, Marie) - 1986 — Сімейна рада (Conseil de famille) - 1987 — Тримайтеся праворуч (Soigne ta droite) - 1988 — Студентка(L'etudiante) - 1988 — Блакитна безодня (Le Grand Bleu) - 1993 — Аромат кохання Фанфан (Fanfan) - 1994 — Леон (Léon) - 1996 — Ягуар (Le Jaguar) - 1997 — П'ятий елемент (Le Cinquième élément) - 2001 — Прибульці в Америці (Just Visiting) - 2002 — Любов з нагоди (Im with Lucy) - 2004 — Набережна Орфевр, 36 (36 Quai des Orfèvres) - 2006 — Здача (Cashback) - 2006 — Наука сну (La Science des reves) - 2007 — Лялечка (Chrysalis) - 2008 — Ж. К. В. Д. (JCVD) - 2008 — Одного разу в Марселі (MR 73) - 2008 — Розбите дзеркало (The Broken) - 2009 — Химера (Splice) |

## Управління кінокомпанією
На початку заснування компанії її управління вели двоє персон:
- Леон Гомон — засновник, генеральний директор
- Аліс Гі-Бланше (Alice Guy Blaché) — секретар, керівник художньої студії (кіновиробництва)

Після того, як Леон Гомон відійшов від справ, з 1930 року компанією управляли:
- Пол Кеймен (Paul Keim) — з 1930 по 1938 роки.
- Ален Пуаре — з 1938 року

З 1975 і по 2000-ні роки компанія потрапила під вплив фінансової імперії родини Сейду.
- Ален Пуаре (Nicolas Seydoux)[7] — президент, головний акціонер
- Сідоні Думас (Sidonie Dumas) — генеральний директор

## Виноски
1. ↑  SIRENE
2. ↑  Архів преси XX століття — 1908.
3. ↑  Richard Abel, The Ciné Goes to Town: French Cinema, 1896—1914, University of California Press, 1994, p. 10, ISBN 0-520-07936-1
4. ↑  Nicole de Mourgues, «Le générique de film», éd. Méridiens Klincksieck, 1994, 292 p. (ISBN 2-86563-318-7), p. 179.
5. ↑  Галерея логотипів кінокомпанії. Архів оригіналу за 12 листопада 2008. Процитовано 23 жовтня 2011. [Архівовано 2008-11-12 у Wayback Machine.]
6. ↑  Cahiers du cinéma, n°hors-série, Paris, April 2000, p. 32.
7. ↑  Présentation de la société. Архів оригіналу за 11 жовтня 2011. Процитовано 23 жовтня 2011. [Архівовано 2011-10-11 у Wayback Machine.]